# Miki Fujimoto

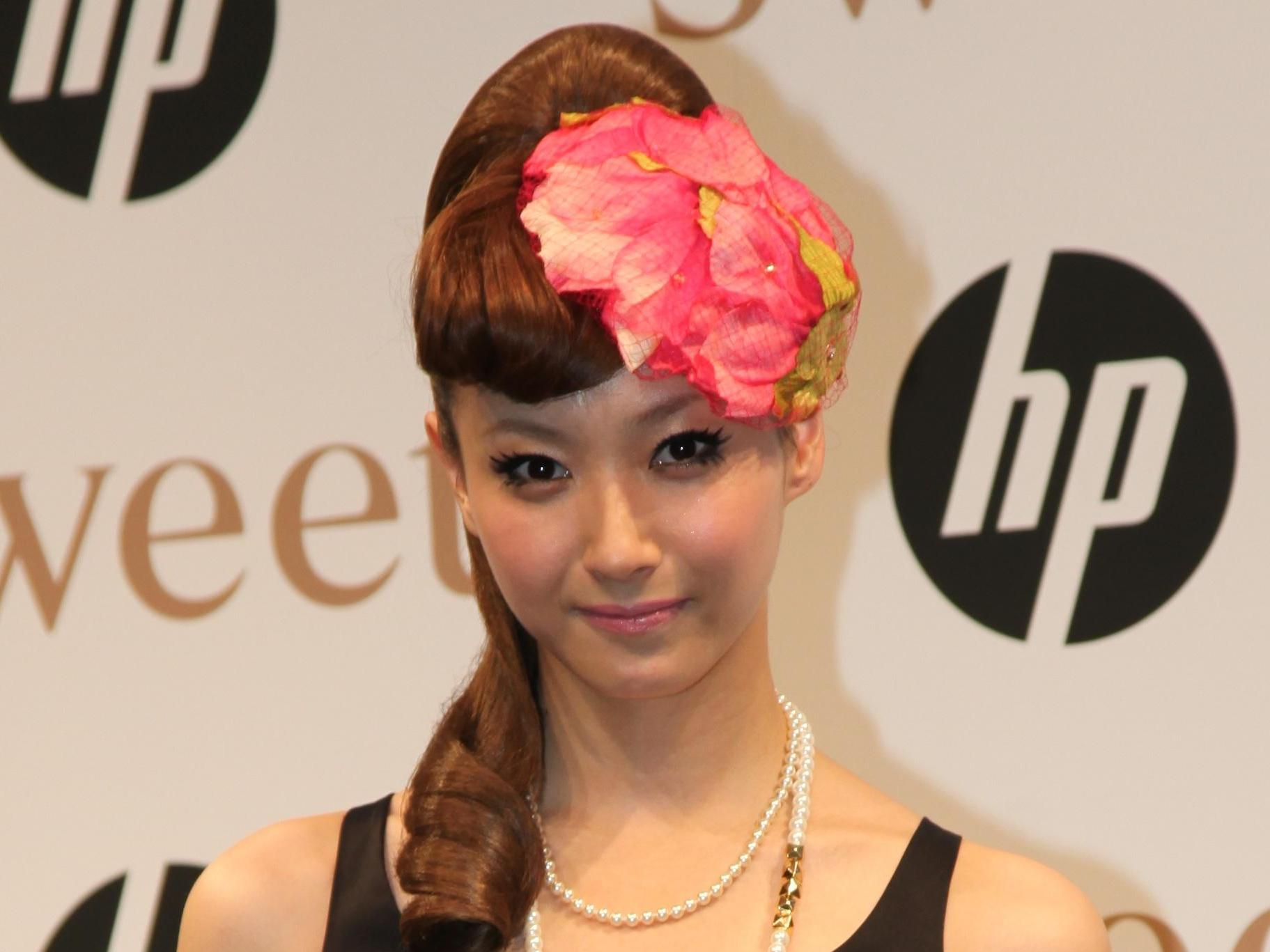
Miki Fujimoto (2010)

Miki Fujimoto (jap. 藤本 美貴, Fujimoto Miki; verheiratete: Miki Shōji 庄司 美貴, Shōji Miki; * 26. Februar 1985 auf Hokkaidō, Japan) ist eine japanische Schauspielerin und Sängerin. Bekannt wurde sie als Solistin unter dem Hello! Project und als Mitglied der Girlgroup Morning Musume.

## Biographie
Fujimoto nahm 2000 am Casting zur 4. Generation Morning Musumes teil, wurde jedoch nicht für die Gruppe ausgewählt. Ihr wurde ein Training für eine eventuelle Karriere angeboten, wenn sie im Gegenzug dazu Jobs im Hello! Project annehme. Im folgenden Jahr arbeitete Fujimoto als Empfangsdame im Gebäude des Unternehmens, bis sie 2002 als Solistin debütierte. Während ihrer Zeit als Solistin wurde sie auch Teil einiger Untergruppen, wie zum Beispiel Gomattou.
Nach mehreren Singles und einem Album wurde vom Produzenten Tsunku bekanntgegeben, dass Fujimoto Morning Musume in der 6. Generation beitreten würde, wo sie aufgrund ihrer Erfahrungen als Sängerin bald eine der Hauptsängerinnen wurde. Nachdem Hitomi Yoshizawa im Mai 2007 die Gruppe verlassen hatte, wurde Fujimoto zum Leader ernannt. Bereits im selben Monat wurde jedoch in der Boulevardzeitung Friday aufgedeckt, dass sie eine Affäre mit dem Komiker Tomoharu Shōji habe. Zwei Tage später bestätigte sie die Vorwürfe. Wie es bei Idol-Gruppen üblich ist, herrscht auch bei Morning Musume die Regel, dass die Mädchen keine romantischen Beziehungen haben dürfen. Aufgrund ihres Vergehens trat Fujimoto am 1. Juni 2007 als Leader zurück und verließ die Gruppe. Danach nahm sie eine Auszeit von sechs Monaten, bis sie mit der Single „Okitegami“ als Solistin zurückkehrte.
In der Folgezeit spielte sie in Theaterstücken und Werbeclips mit und eröffnete eine Restaurantkette. Zudem veröffentlichte sie einige Bücher. Im Jahr 2009 heiratete sie Tomoharu Shōji. Mit ihrem Mann hat sie einen Sohn, Toranosuke, der im März 2012 auf die Welt kam. Im August 2015 folge Tochter Tsubasa, im Januar 2020 ihre zweite Tochter. Fujimoto eröffnete 2019 einen eigenen Youtube-Kanal, auf dem sie sowohl Familienvideos hochlädt und Produkte bewirbt.

## Mitgliedschaft in Gruppen
- Gomattou (2002–2003)
- Country Musume (2003)
- Morning Musume (2003–2007)
- GAM (2006–2008)
- Dream Morning Musume (2011-)

## Diskografie

### Alben
| Jahr | Titel | Höchstplatzierung, Gesamtwochen, AuszeichnungChartsChartplatzierungen (Jahr, Titel, Platzierungen, Wochen, Auszeichnungen, Anmerkungen) | Anmerkungen                                                   |
| Jahr | Titel | JP | Anmerkungen                                                   |
| ---- | ----- | --- | ------------------------------------------------------------- |
| 2003 | Miki① | JP3 Gold · (8 Wo.)JP | Erstveröffentlichung: 26. Februar 2003 Verkäufe JP: + 128.502 |

### Singles
| Jahr | Titel Album                                                                | Höchstplatzierung, Gesamtwochen, AuszeichnungChartsChartplatzierungen (Jahr, Titel, Album, Platzierungen, Wochen, Auszeichnungen, Anmerkungen) | Anmerkungen                                                   |
| Jahr | Titel Album                                                                | JP | Anmerkungen                                                   |
| ---- | -------------------------------------------------------------------------- | --- | ------------------------------------------------------------- |
| 2002 | Aenai Nagai Nichiyōbi (会えない長い日曜日) –                               | JP13 (5 Wo.)JP | Erstveröffentlichung: 13. März 2002 Verkäufe JP: + 43.670     |
| 2002 | Sotto Kuchizukete Gyutto Dakishimete (そっと口づけて ギュッと抱きしめて) – | JP4 (4 Wo.)JP | Erstveröffentlichung: 12. Juni 2002 Verkäufe JP: + 40.450     |
| 2002 | Romantic Ukare Mode (ロマンティック 浮かれモード) –                        | JP3 (11 Wo.)JP | Erstveröffentlichung: 4. September 2002 Verkäufe JP: + 65.888 |
| 2002 | Boyfriend (ボーイフレンド) –                                               | JP4 (11 Wo.)JP | Erstveröffentlichung: 7. November 2002 Verkäufe JP: + 54.956  |
| 2003 | Boogie Train ’03 (ブギートレイン’03) –                                     | JP8 (7 Wo.)JP | Erstveröffentlichung: 5. Februar 2003 Verkäufe JP: + 50.737   |
| 2008 | Okitegami (置き手紙) –                                                     | JP29 (21 Wo.)JP | Erstveröffentlichung: 23. April 2008 Verkäufe JP: + 24.746    |

## Werke

### Bücher
- Jibunkon (自分婚), 20. November 2009
- Yoga Makura Band Tsuki Towel de Dekiru Fujimoto Miki no "Raku yase Yoga" Diet (ヨガ枕バンド付き タオルでできる藤本美貴のらくやせヨガ), 7. September 2012
- First mama book, 3. Oktober 2012
- Fujimoto Miki ga Amitai! Mikity no Kawaii Daily Baby Knit (藤本美貴が編みたい！ミキティのかわいいデイリーベビーニット), 30. November 2013
- Mikity no Yase Yoga! (ミキティのやせヨガ), 25. Februar 2014

### Fotobücher
- Alo Hello! Fujimoto Miki (アロハロ！藤本美貴), 22. April 2003
- Mikity, 24. Januar 2004
- Real 226 (リアル226), 25. Februar 2005
- cheri, 17. Dezember 2005
- COEUR, 25. November 2006

### Theater
- Edo musume Chushingura (江戸っ娘。忠臣蔵), 2003
- HAKANA, 2008
- Grease, 2008
- Sendai Shiro Monogatari (仙台四郎物語), 2009